# 12576 Oresme
12576 Oresme è un asteroide della fascia principale. Scoperto nel 1999, presenta un'orbita caratterizzata da un semiasse maggiore pari a 2,6363015 UA e da un'eccentricità di 0,0696620, inclinata di 3,93985° rispetto all'eclittica.
Dal 24 gennaio al 20 marzo 2000, quando 13390 Bouška ricevette la denominazione ufficiale, è stato l'asteroide denominato con il più alto numero ordinale. Prima della sua denominazione, il primato era di 11709 Eudoxos.
L'asteroide è dedicato al matematico francese Nicola d'Oresme.